# 楚菜

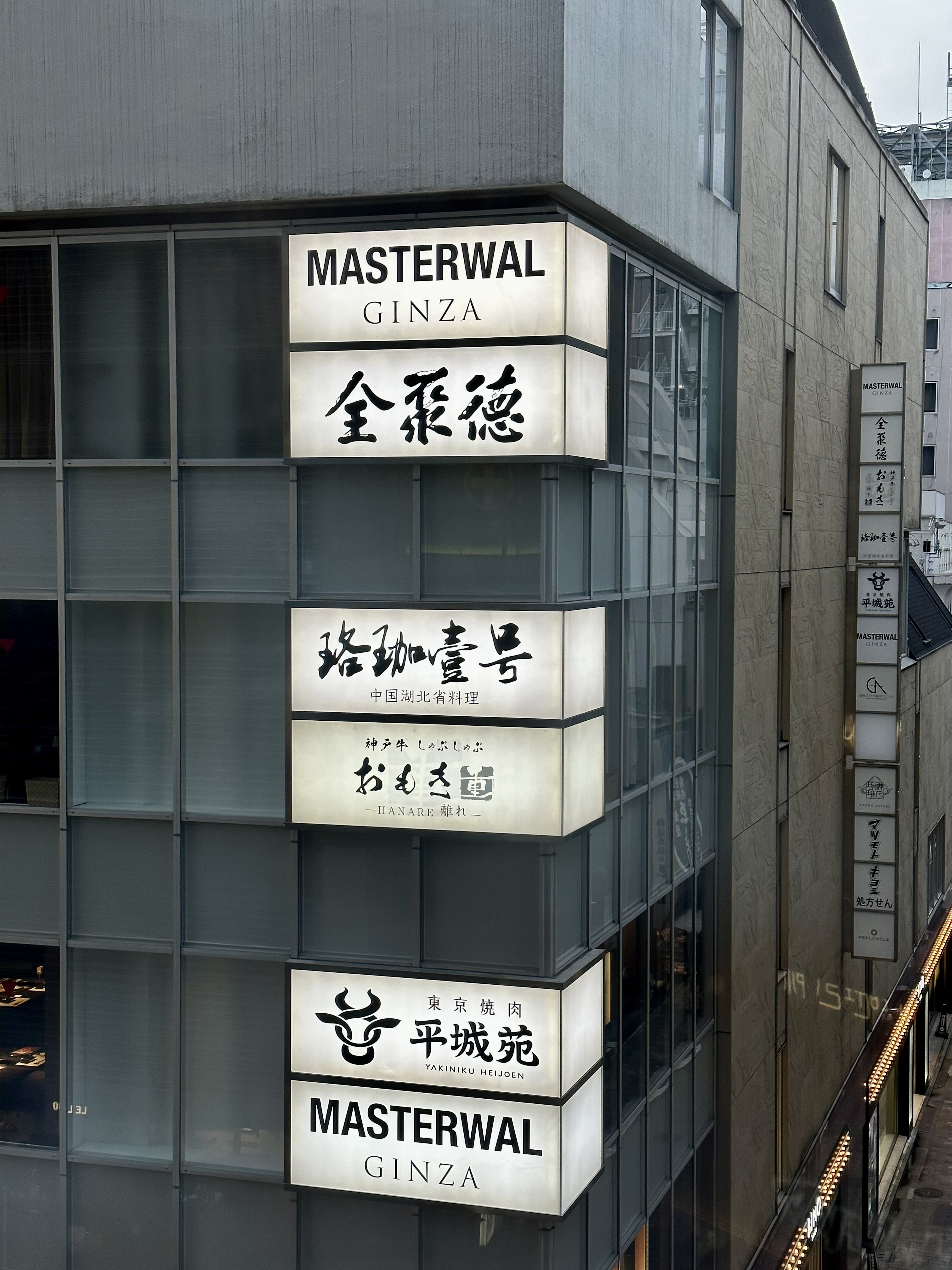
東京銀座一家湖北餐廳的招牌

楚菜（原稱鄂菜，又稱湖北菜、荆菜）是發源於湖北省的地方菜系。楚菜的起源，从屈原在《楚辞》裡的两個篇章「招魂」、「大招」裡可得知，因這两個篇章，记载楚宫佳宴包含20餘種楚地名食，为中国歷史上最早用文字來记载的菜单，可知楚菜起源于東周。楚菜發展成熟在明、清时期，1983年入列中国十大菜系。2018年7月21日，湖北省政府为推动飲食文化创新发展将鄂菜更名为楚菜

## 特點
- 楚菜注重运用蒸、煨、炸、烧、炒等技艺[2]；
- 口味上多汁、滾燙、入口即化，强调保存原味[3]；
- 调味上擅长运用葱、姜、蒜等天然辛香料，融入辣椒、花椒等调料，但并不过度辛辣、仍以咸鲜为主[4]。

## 分類
传统楚菜以江汉平原为中心，分荆南、襄郧、鄂州和汉沔四大流派（也有五大流派、六大流派的说法）。侧重蒸、煨、炸、烧、炒；特点是汁浓、芡稠、口重、味纯，具有朴素的民间特色。
- 荆南风味：此一系包括宜昌、荆州、洪湖等地。由于这幾處河流纵横，湖泊交错，水产资源极为丰富，故擅长制作各种水产菜。
- 襄郧风味：覆蓋範圍包括襄阳、十堰、随州等地，以肉禽菜为主体，口味偏辣。
- 鄂州风味：泛指鄂东南丘陵地区，包括黄冈、浠水、咸宁等地。这里果蔬種植較多，故以加工粮豆蔬果见长。
- 汉沔风味：泛指武汉、仙桃、孝感、麻城等地之菜系。这一带平厚坦荡、湖泊较多，尤擅烹制大水产鱼类，蒸菜、煨汤别具一格。

## 部分代表菜式
- 清蒸武昌魚
- 紅燒木琴魚
- 排骨藕湯
- 紅菜薹炒臘肉
- 黃陂三鮮
- 黃陂糖蒸肉
- 瓦罐煨雞
- 珍珠丸子
- 沔阳三蒸
- 東坡餅
- 肉糕
- 荆沙鱼糕
- 皮条鳝鱼
- 干煸藕絲
- 牛肉炒豆絲

### 十大楚菜名菜名点
2019年12月，湖北省商务厅评选出“十大楚菜名菜”与“十大楚菜名点”：
十大楚菜名菜：
- 葱烧武昌鱼
- 红烧鮰鱼
- 珊瑚鳜鱼
- 荆沙甲鱼
- 砂锅鱼糕鱼圆
- 沔阳三蒸
- 黄州东坡肉
- 潜江油焖小龙虾
- 腊肉炒菜薹
- 莲藕排骨汤

十大楚菜名点：
- 蔡林记热干面
- 四季美汤包
- 三鲜豆皮
- 襄阳牛肉面
- 恩施炕土豆
- 谈炎记水饺
- 孝感米酒
- 油饼包烧梅
- 公安锅盔
- 糊汤米粉

### 《楚菜标准》初选35道菜肴
2018年，湖北省开始编制《楚菜标准》，初步筛选了35道楚菜，另有89道菜成为备选菜品：
| 《楚菜标准》初步筛选的35道楚菜 |
| 1. 武昌鱼菜 2. 粉蒸长江鮰鱼 3. 荆沙甲鱼 4. 潜江油焖小龙虾 5. 钟祥蟠龙菜 6. 沔阳三蒸 7. 黄州东坡肉 8. 罗田板栗烧仔鸡 9. 腊肉炒洪山菜薹 10. 湖北鱼圆 11. 武汉卤鸭脖 12. 莲藕排骨汤 13. 瓦罐煨鸡汤 14. 酱烧松滋鸡 15. 应山滑肉 16. 荆沙鱼糕 17. 黄陂烧三合 18. 糍粑鱼 19. 虾鲊 20. 散烩八宝 21. 红烧洪湖野鸭 22. 蒸珍珠圆子 23. 粉蒸肉 24. 千张肉 25. 夹沙肉 26. 虎皮蹄膀 27. 鸡茸笔架鱼肚 28. 冬瓜鳖裙羹 29. 全家福 30. 皮条鳝鱼 31. 金包银•银包金 32. 珊瑚鳜鱼 33. 公安肖记牛杂 34. 襄阳缠蹄 35. 香煎翘嘴鲌 |

### 《楚菜标准》首批21道菜肴
2020年12月3日，首批21项《楚菜标准》正式发布：
| 《楚菜标准》 21道招牌楚菜 |
| 1. 清蒸武昌鱼 2. 荆沙甲鱼 3. 潜江油焖小龙虾 4. 沔阳三蒸 5. 钟祥蟠龙菜 6. 黄州东坡肉 7. 红烧鮰鱼 8. 排骨藕汤 9. 腊肉炒菜薹 10. 油焖小香菇 11. 簰洲湾鱼圆 12. 洪湖鸭焖莲藕 13. 黄焖圆子 14. 香煎翘嘴鲌 15. 白花菜扣肉 16. 鸡茸笔架鱼肚 17. 红烧鱼桥 18. 罗田板栗烧仔鸡 19. 襄阳缠蹄 20. 瓦罐鸡汤 21. 恩施炕土豆 |

### 宴席菜
載於《武昌魚菜譜》中「楚鄉百魚圖」，全以魚成菜，但按滿漢全席方式製作。此菜譜較缺山珍海錯，但用上吐司、咖啡、可可等外來食品。

1. 第一道
  - 大型彩拼：龍騰魚躍，配四鮮花
  - 四座食品像型雕刻
2. 第二道
  - 24個飛潛動植造型單碟
3. 第三道：四清口菜、熱素炒
  - 蝦蛋燴南北
  - 口蘑炒豆苗
  - 廣米熘菜苔
  - 鷄油燜冬筍
4. 第四道：四爽口菜、四拼葷炒
  - 一拼
    - 水晶魚餅
    - 紙包魚片
    - 翻饊桂魚

  - 二拼
    - 三色魚絲
    - 碧綠魚丁
    - 生炒魚花

  - 三拼
    - 番茄魚卷
    - 滑油魚球
    - 茘枝青魚

  - 四拼
    - 麻仁魚塊
    - 金魚吐司
    - 軟拖魚條
5. 第五道
  - 頭菜：八寶鳳吞排翅
  - 二湯：花釀掌上明珠
  - 三點：蘿蔔火腿餅、酥炸地菜卷
6. 第六道：八大名貴魚肴
  - 清蒸團頭魴
  - 珍珠鬧金鯉
  - 香雪燕菜羮
  - 瓜仁甜酥
  - 三色蛋糕
  - 牡丹綉鱖魚
  - 原籠蒸鮰魚
  - 三絲熘鯽魚
  - 海參燜青魚
  - 松鶴魚圓湯
  - 香菇湯包
  - 蝦仁豆皮
7. 第七道：10味特產魚鮮
  - 茅台槎頭編
  - 爐烤酥春魚
  - 百花釀魚肚
  - 粉蒸龍舟魚
  - 鷄泥桃花魚
  - 清炖義和蚶
  - 古城龍鳳配
  - 鏤金螃蟹頭
  - 鳳脯膾金龜
  - 冬瓜鱉裙羮
8. 第八道
  - 什景菊花火鍋
    - 如意魚卷
    - 龍魚花筒
    - 綉球桂魚
    - 荷包魚圓
    - 魚茸蛋餃
    - 清炒鱔魚
    - 百花魚肚
    - 荆沙魚糕
    - 雲夢魚麵
    - 麥穗魷魚
    - 金絲菊瓣

  - 四飯菜
    - 沙市獨蒜
    - 紅方乳腐
    - 銀魚掐菜
    - 洪湖香稻
9. 第九道：四色鮮果
  - 秭歸臍柑
  - 武當獼猴
  - 巴河甜藕
  - 孝感紅菱
10. 第十道：五茶食
  - 桔餅
  - 青梅
  - 咖啡
  - 可可
  - 麻城雨前
  - 雲霧仙茗

## 图集

### 菜肴

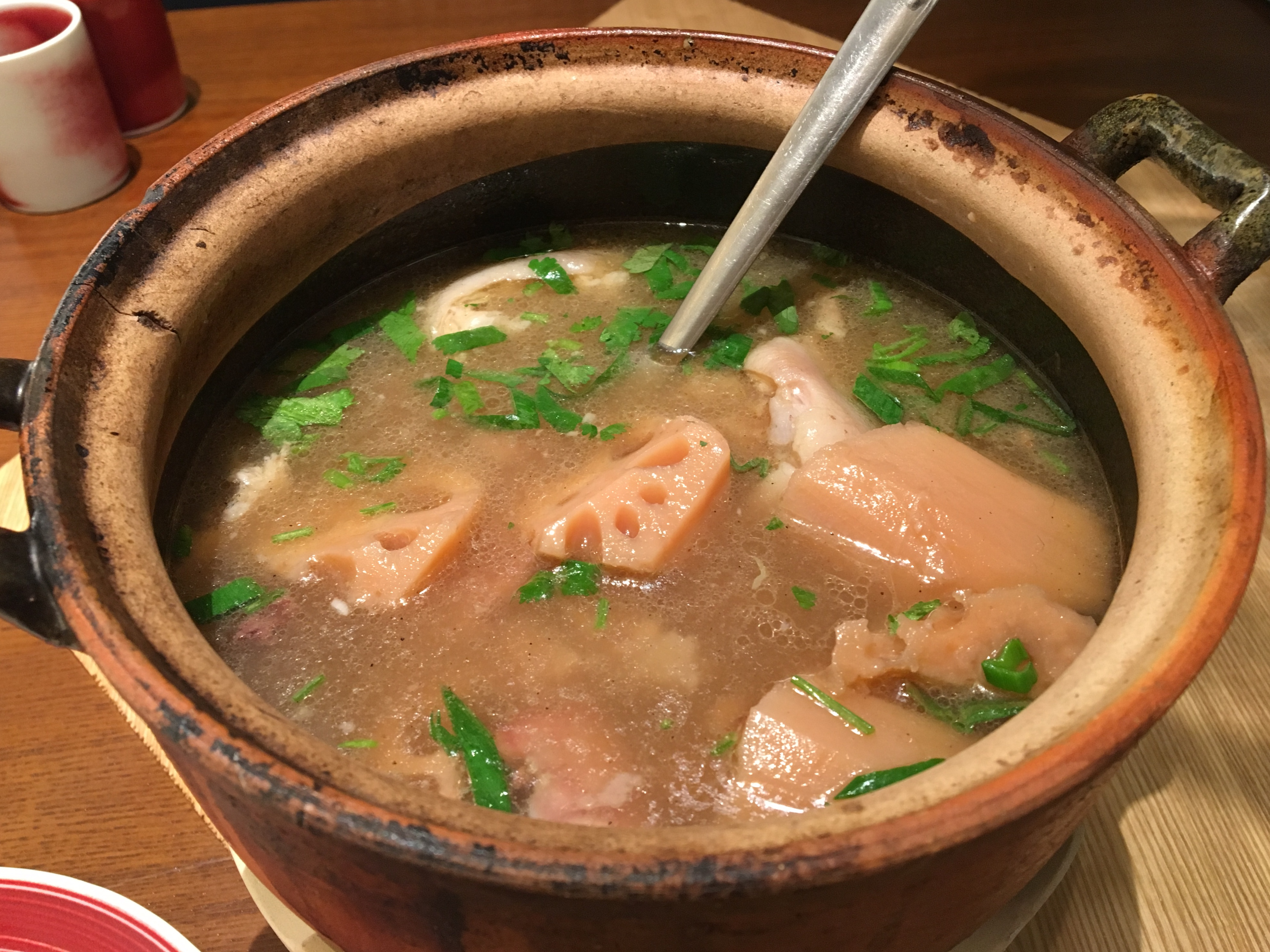
蓮藕排骨湯
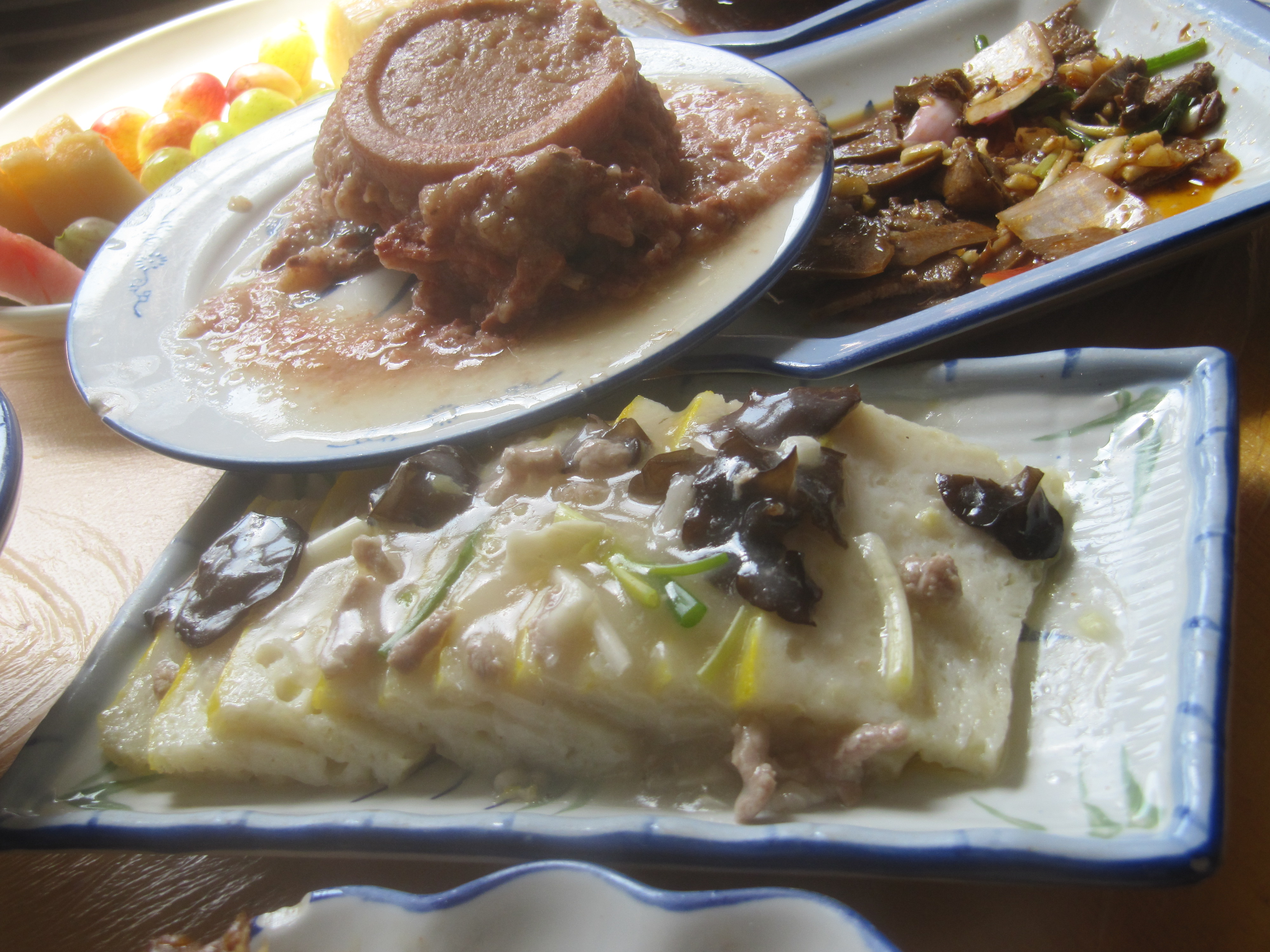
蒸魚糕
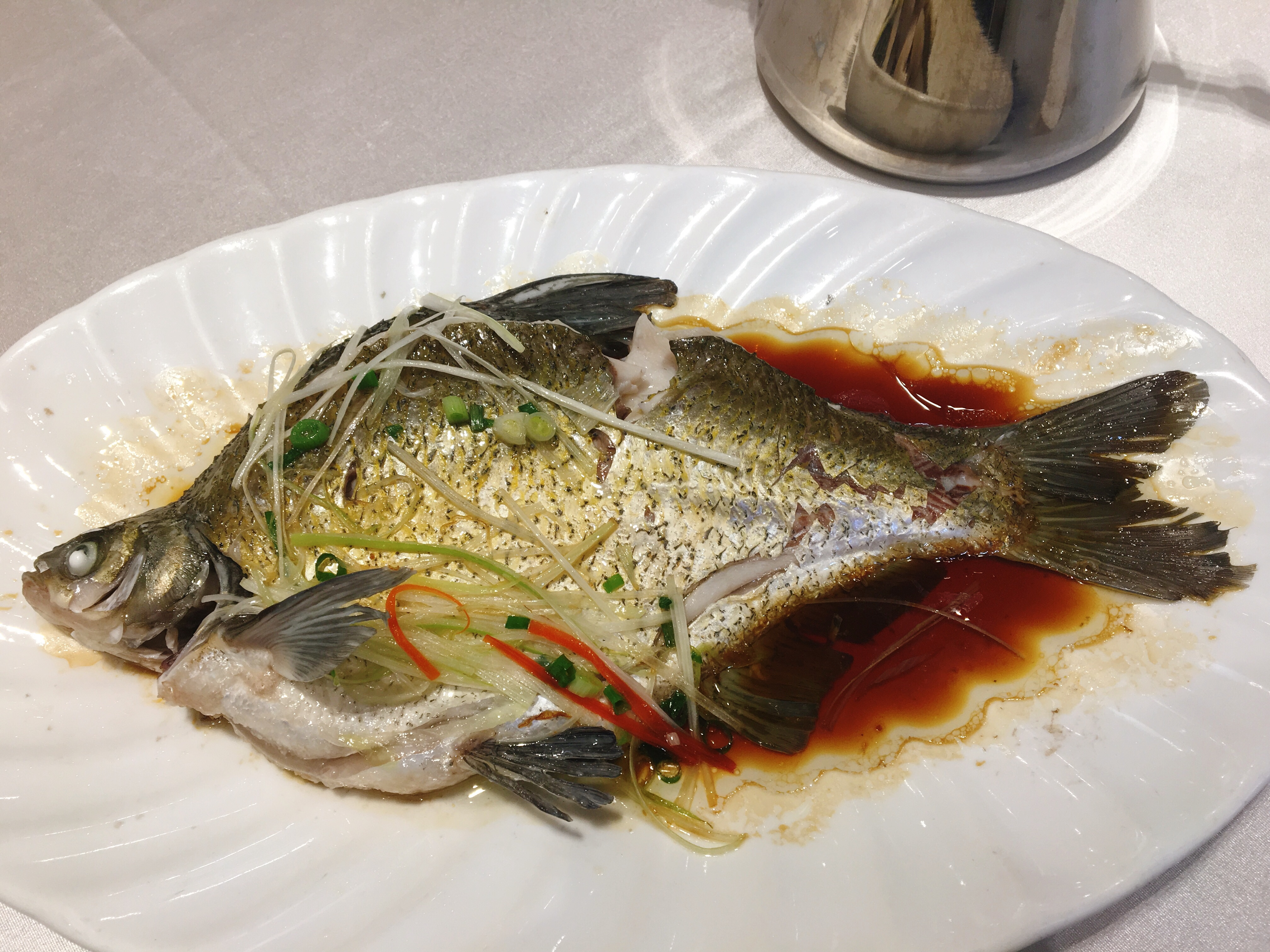
清蒸武昌鱼
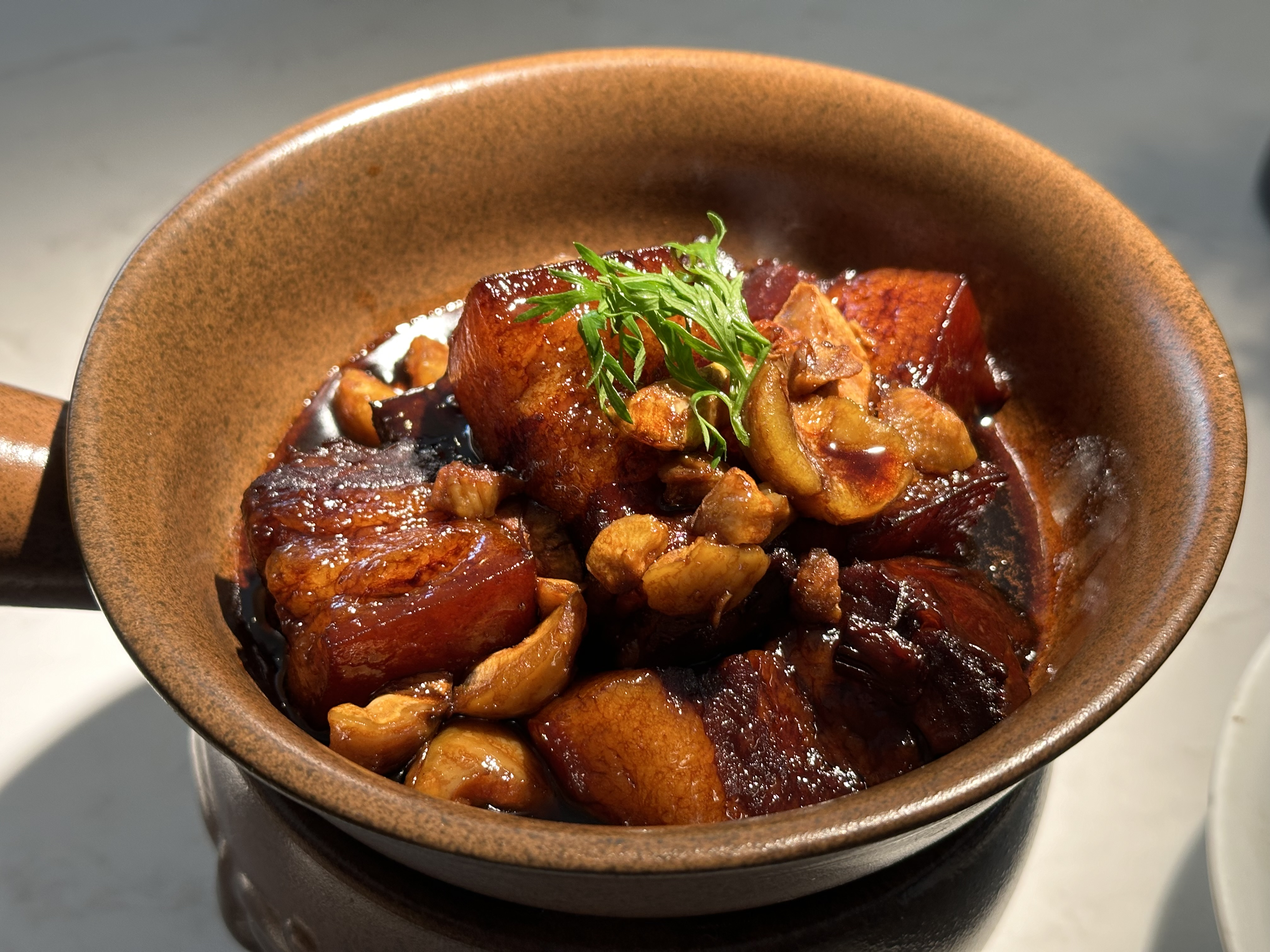
黄州东坡肉
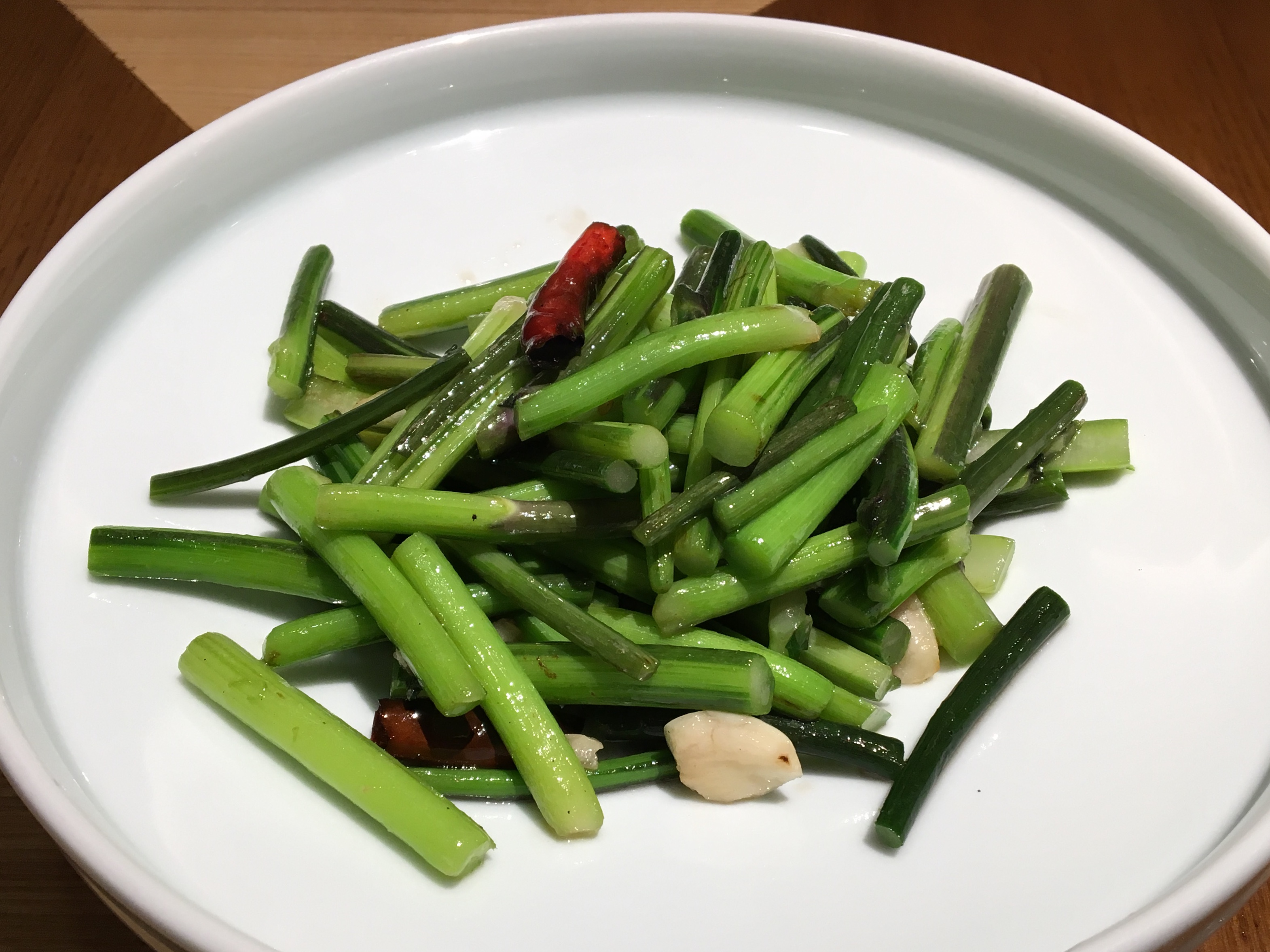
清炒洪山菜薹
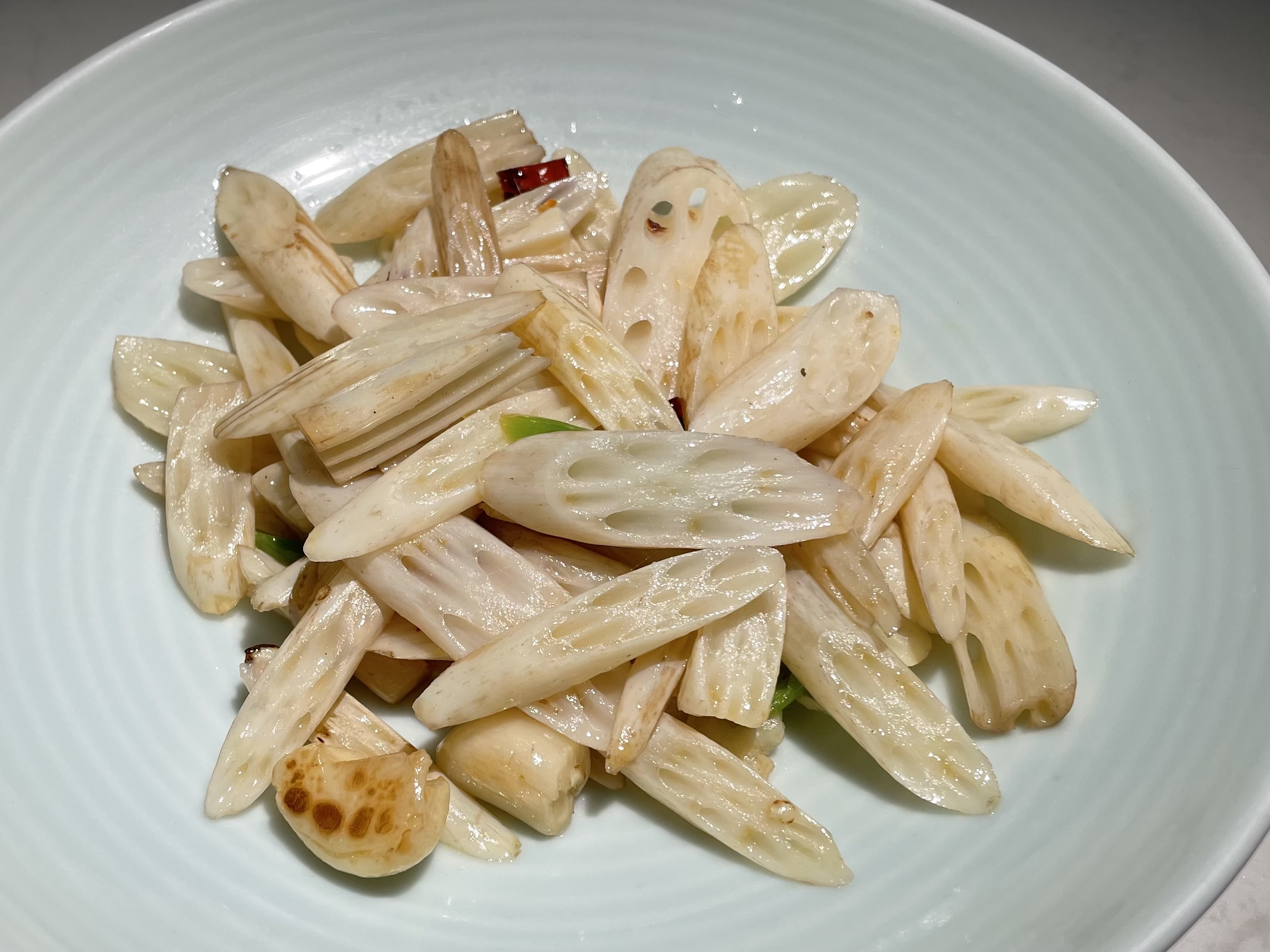
酸辣藕带
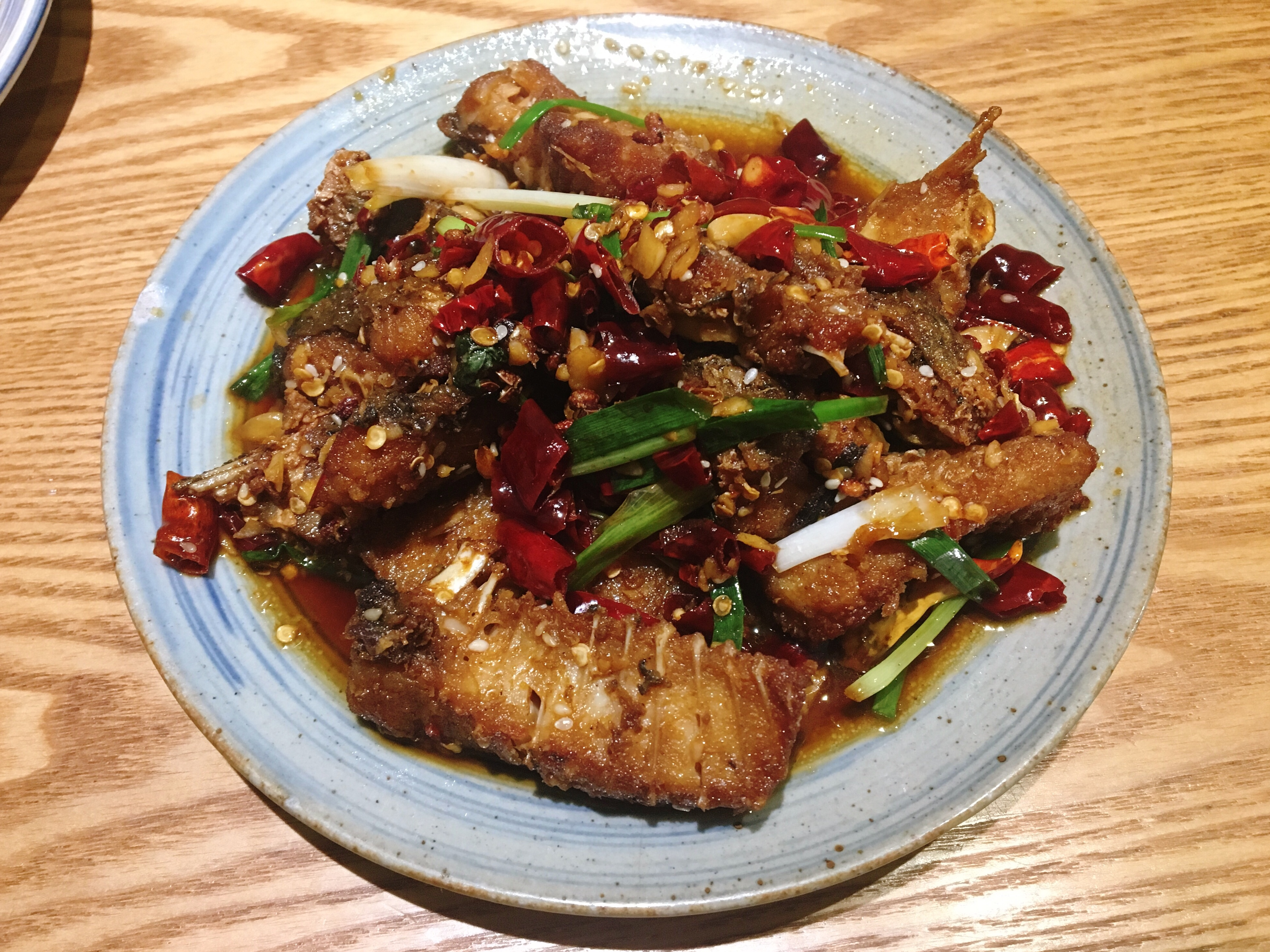
糍粑鱼
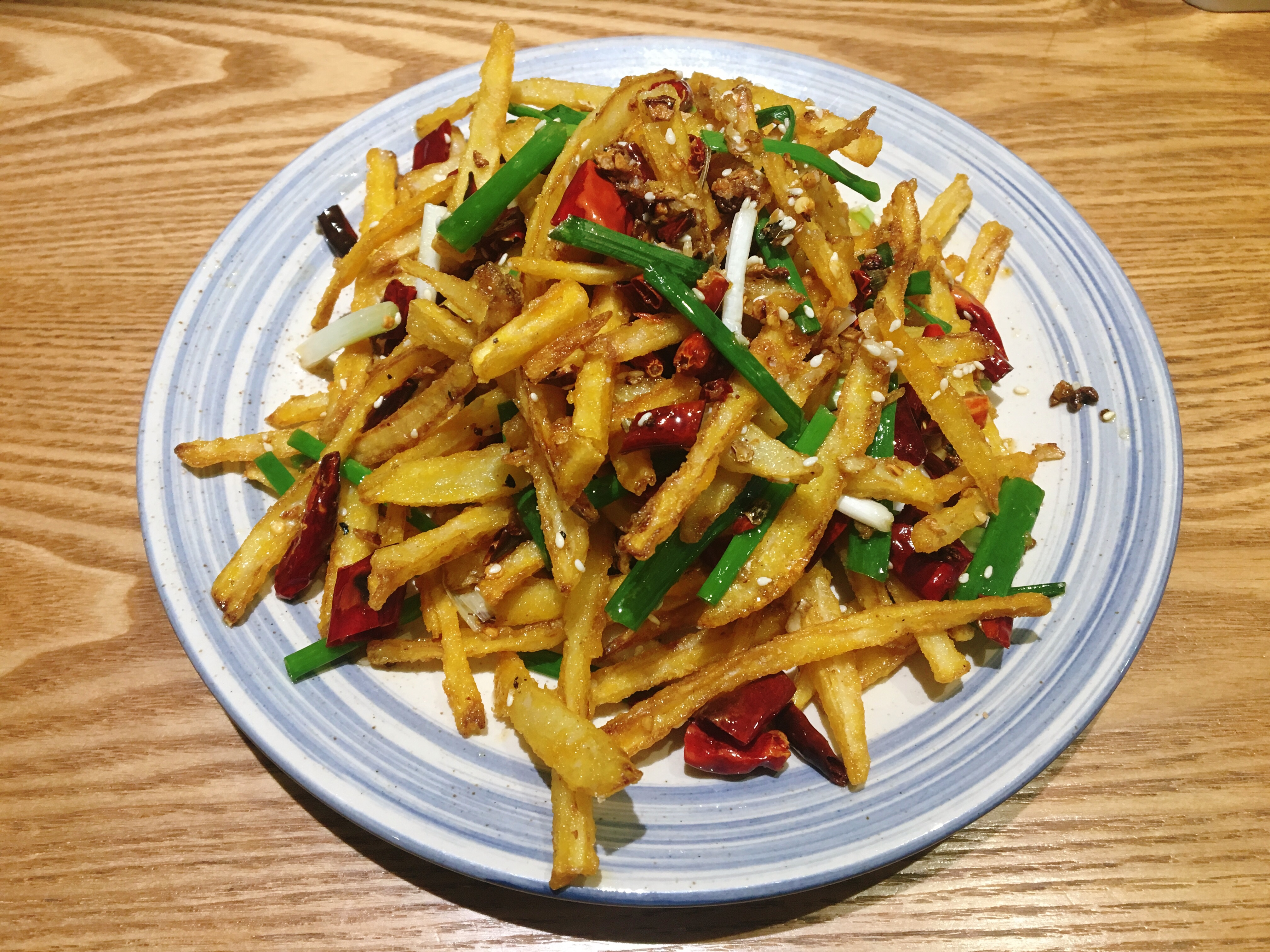
干煸藕丝
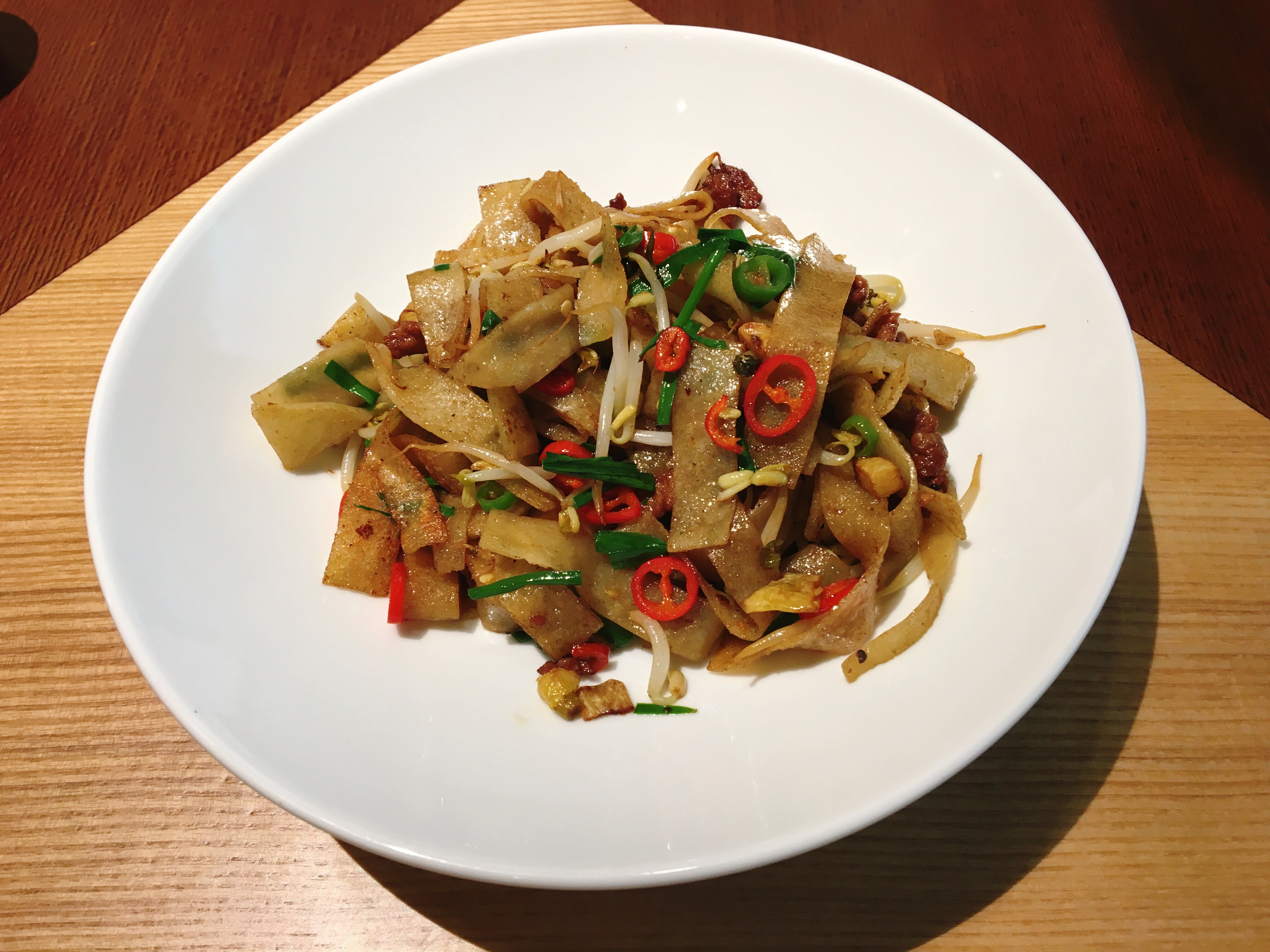
牛肉炒豆丝
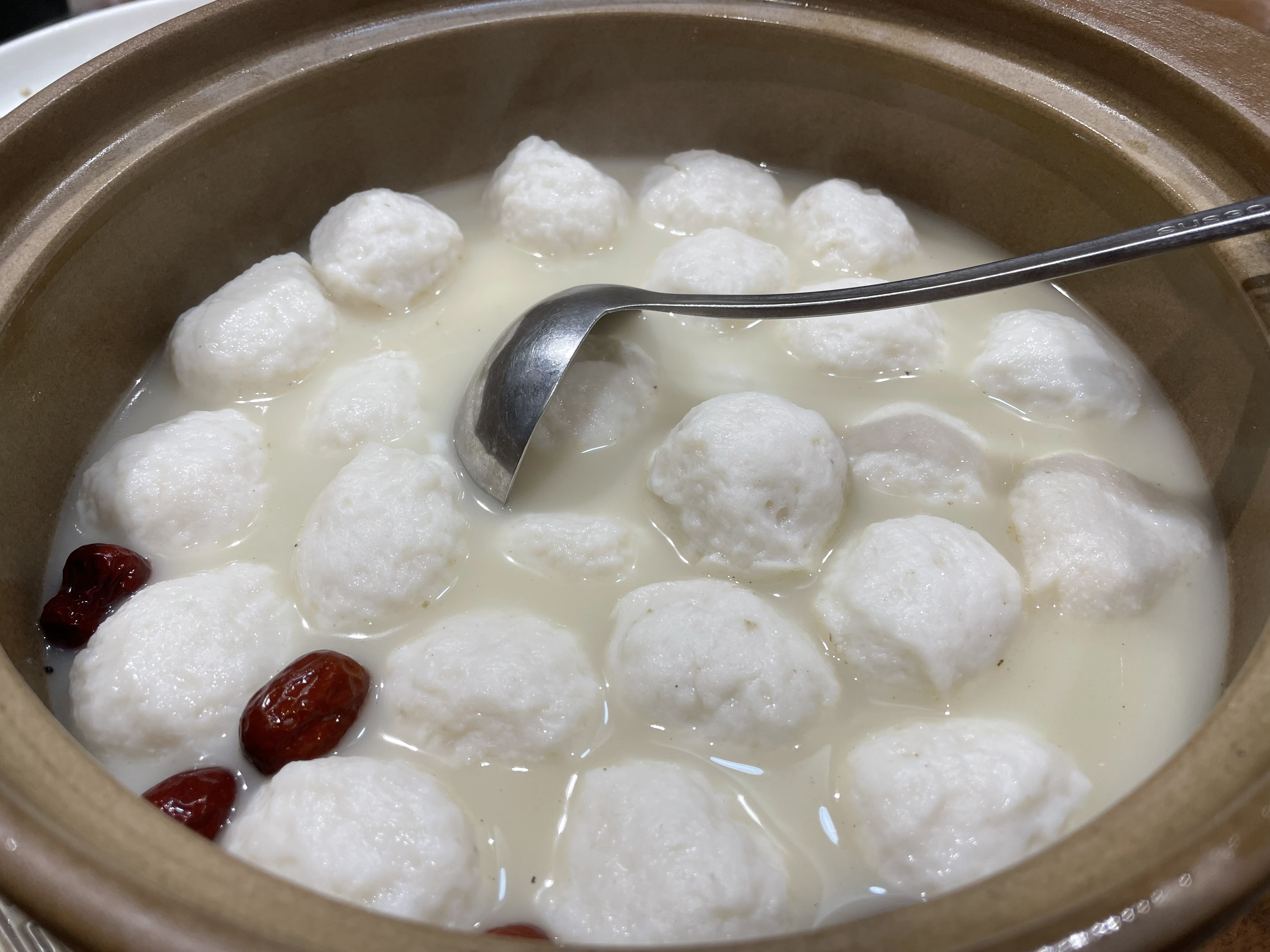
鱼丸汤
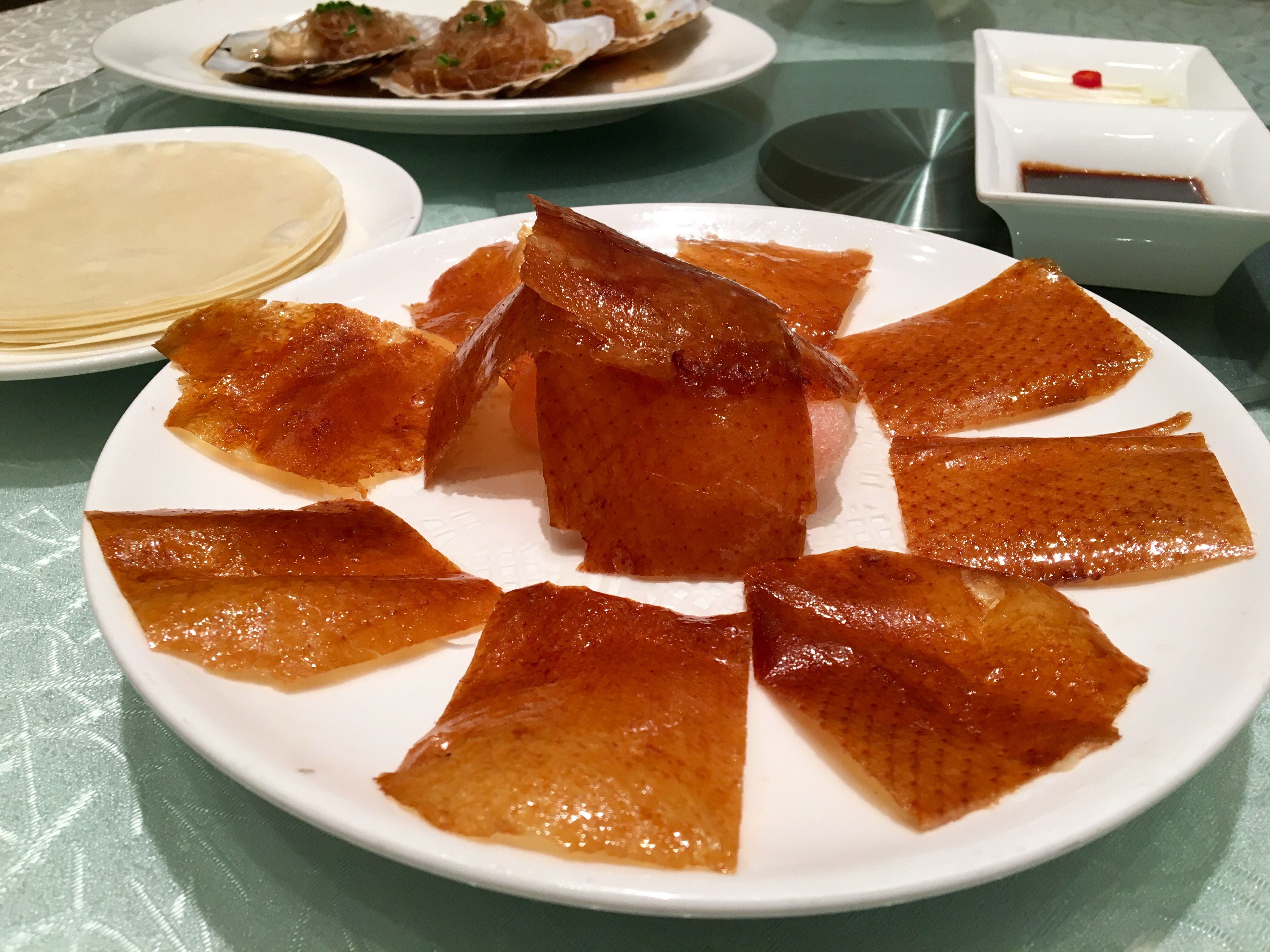
片皮鸭
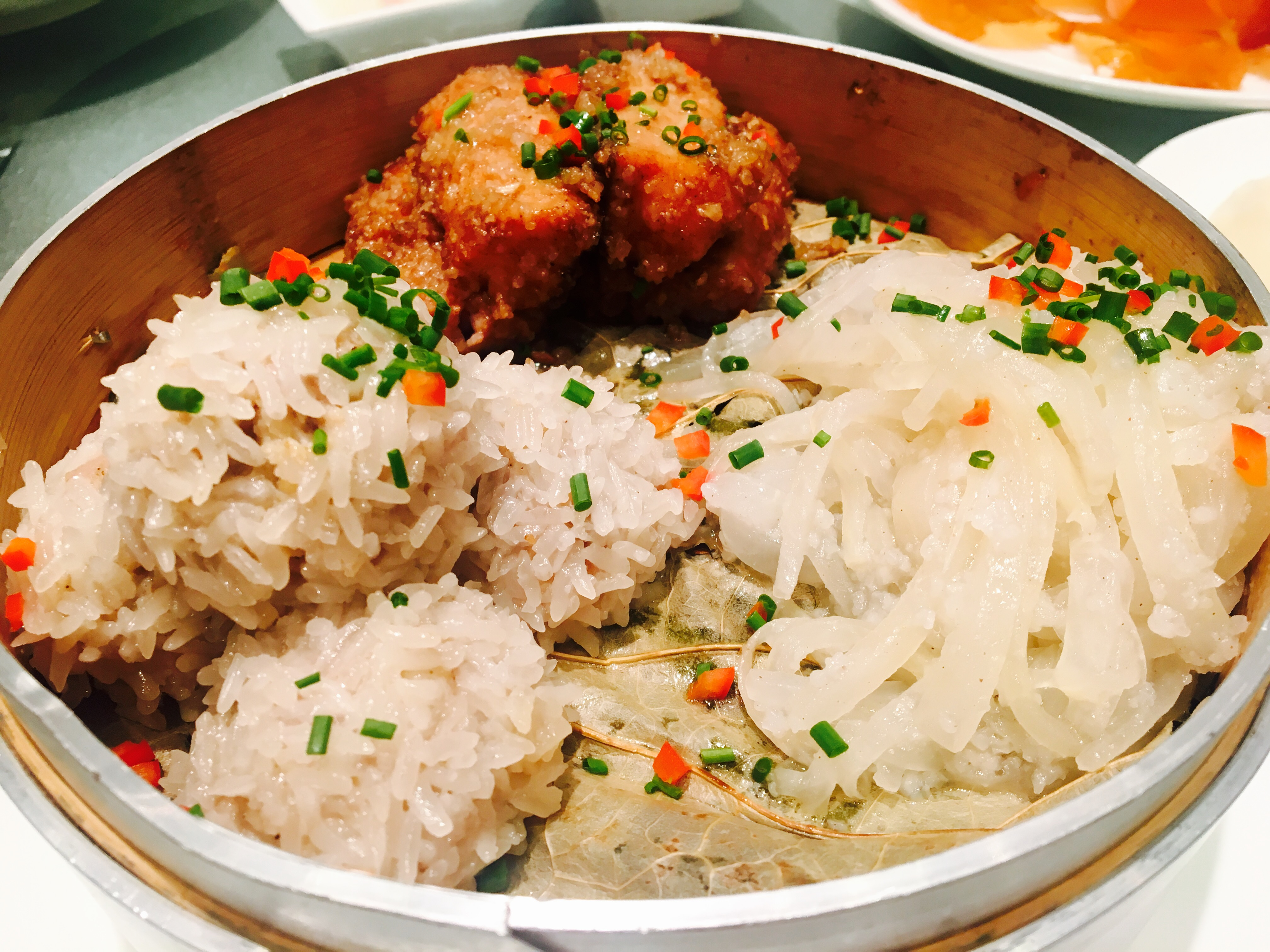
沔阳三蒸

### 小吃

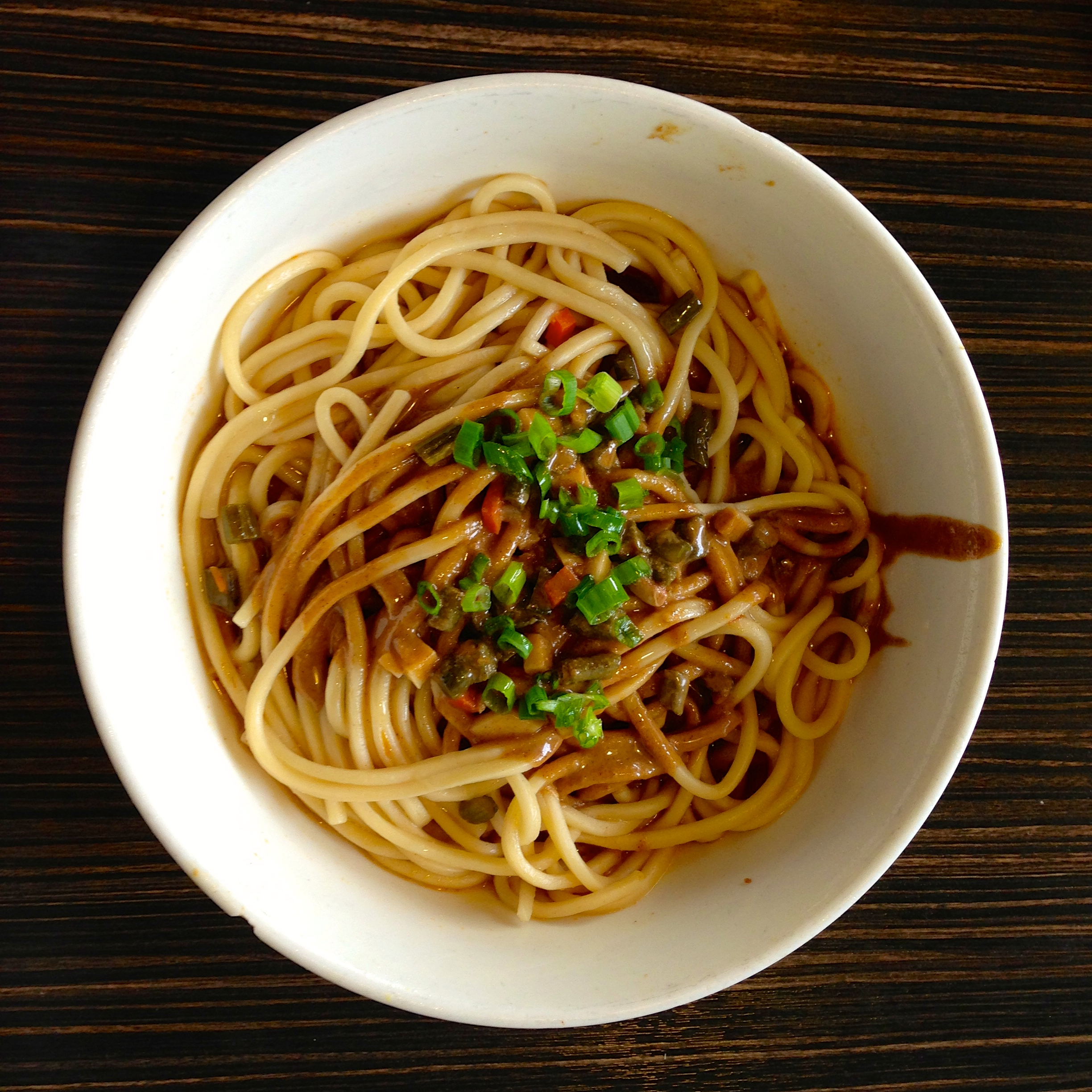
热干面
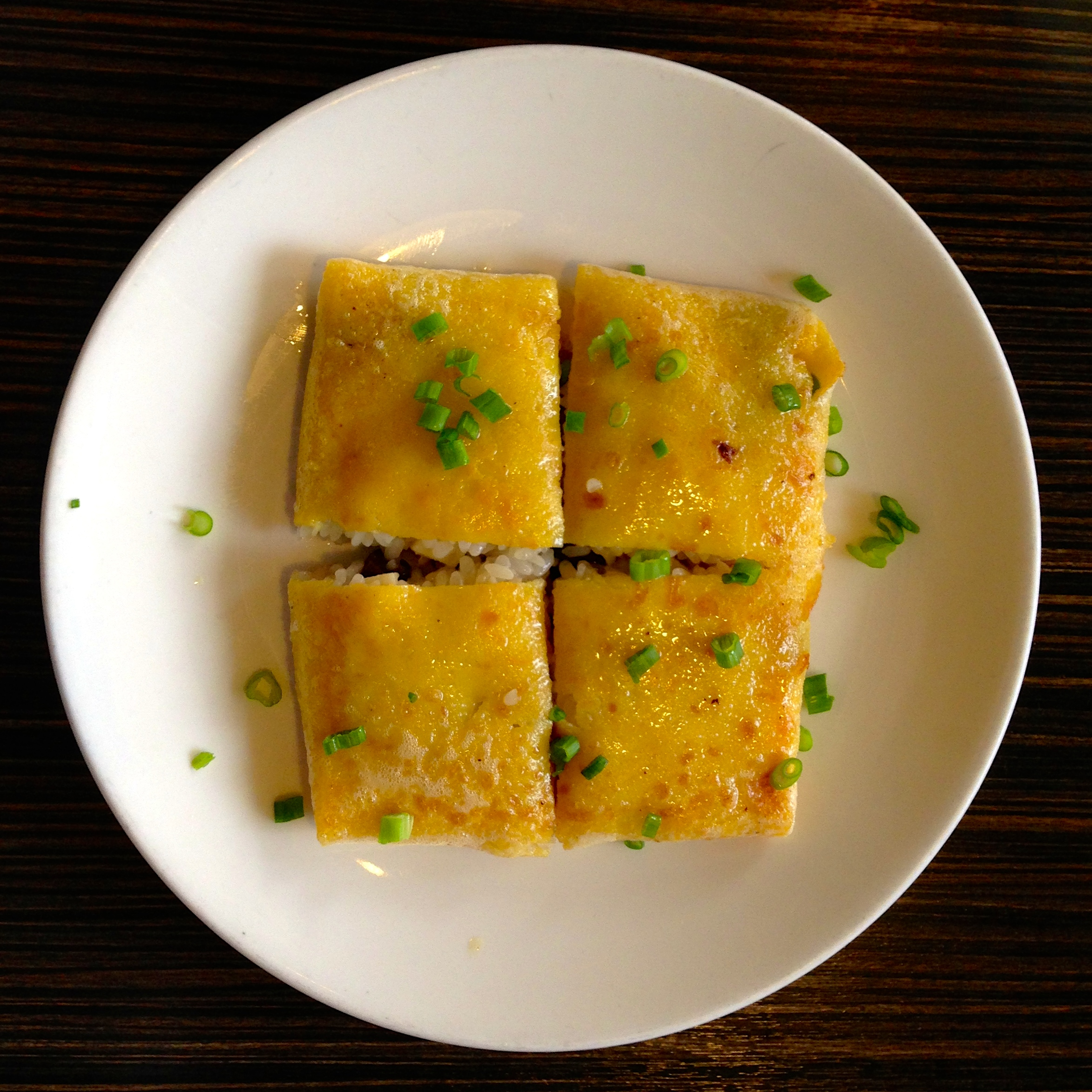
豆皮
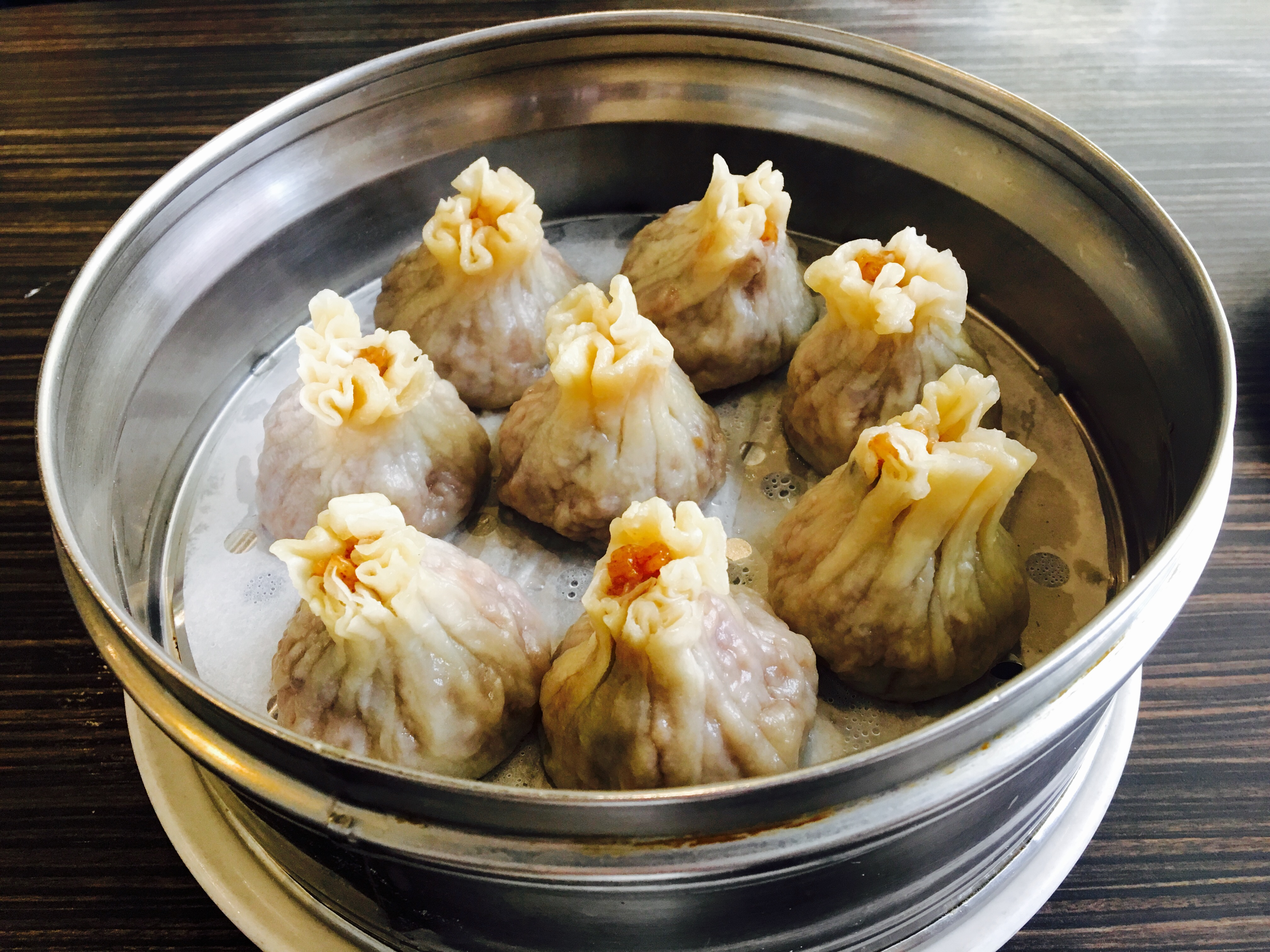
烧梅
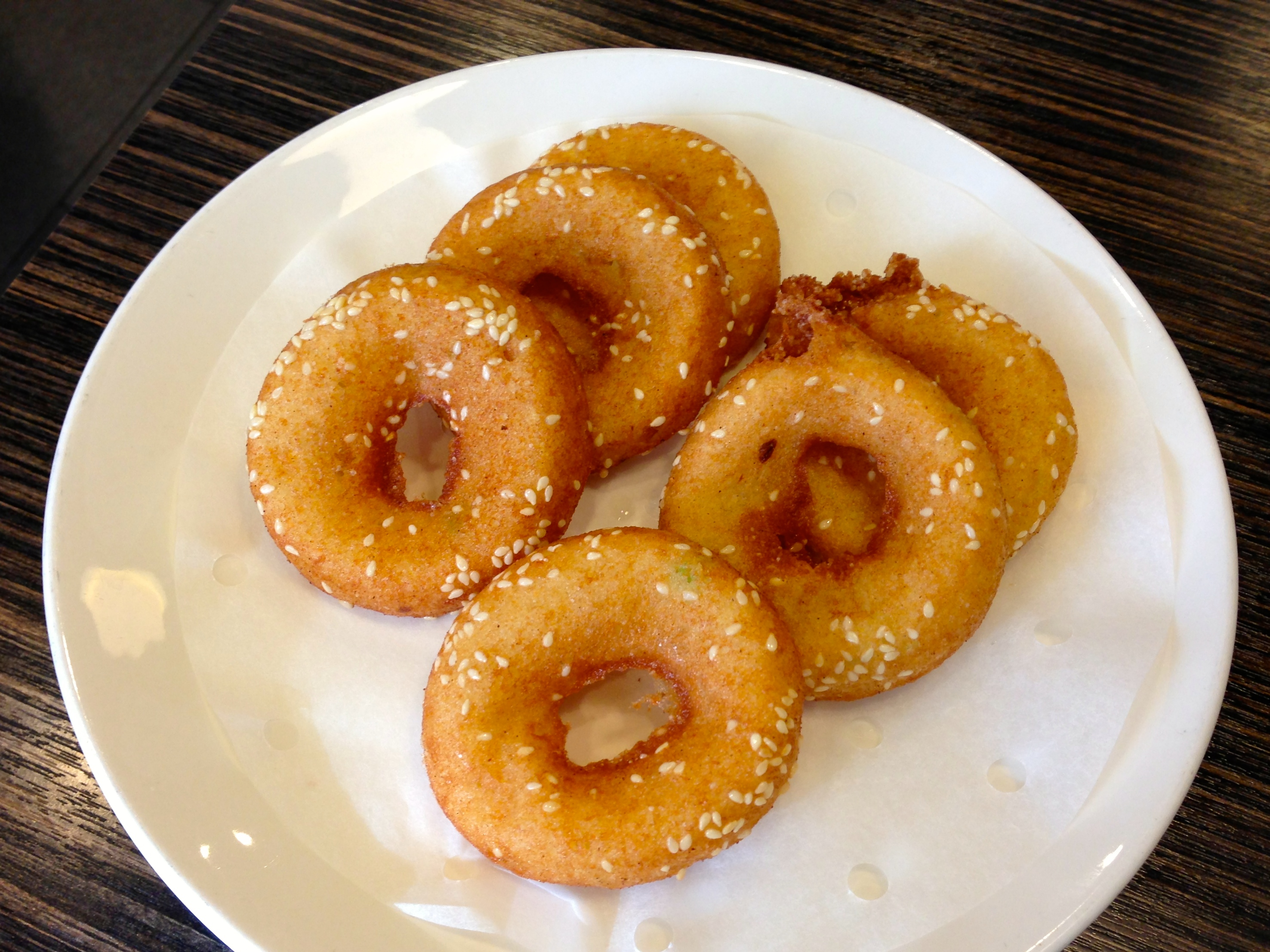
面窝
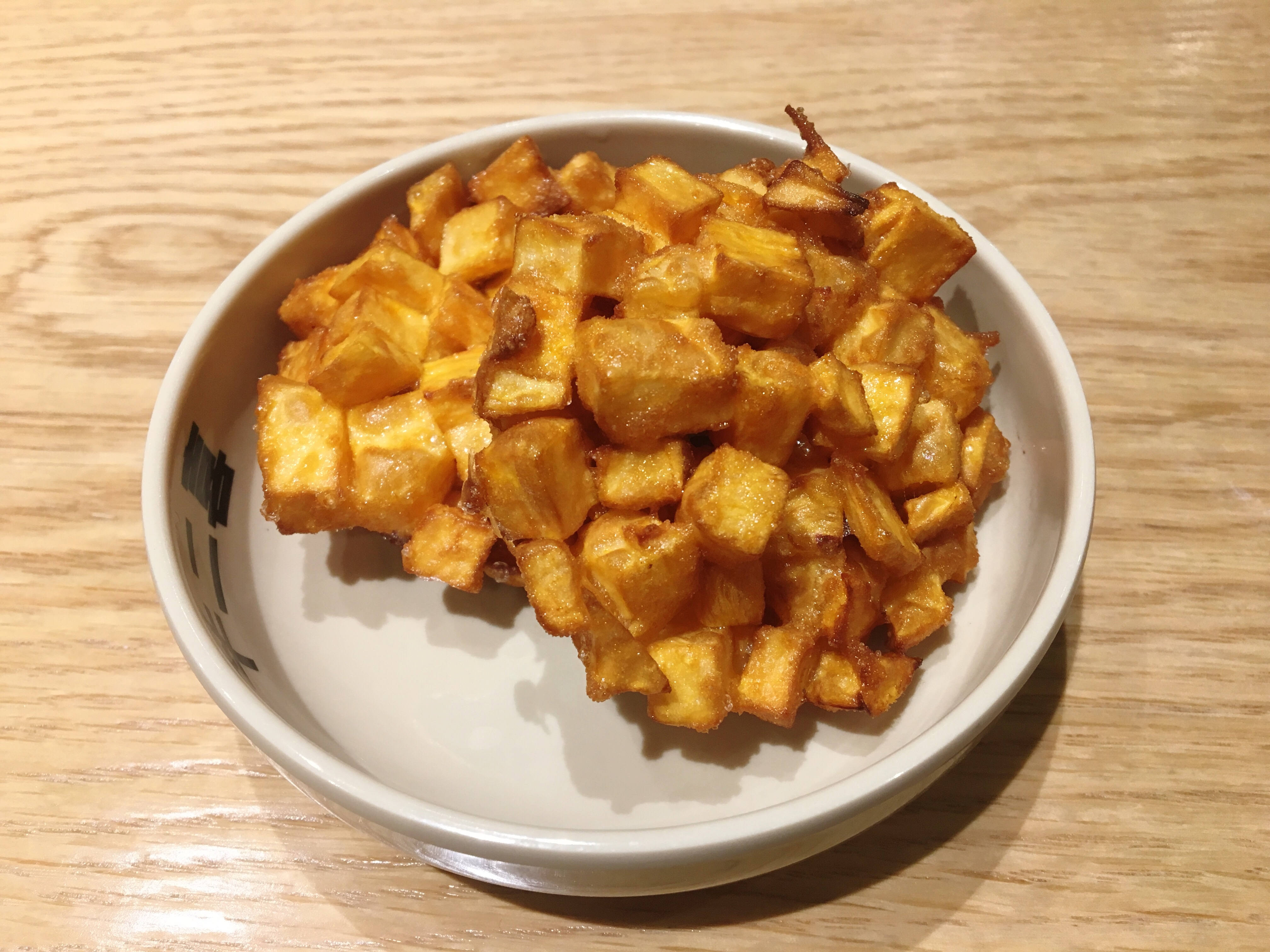
苕面窝
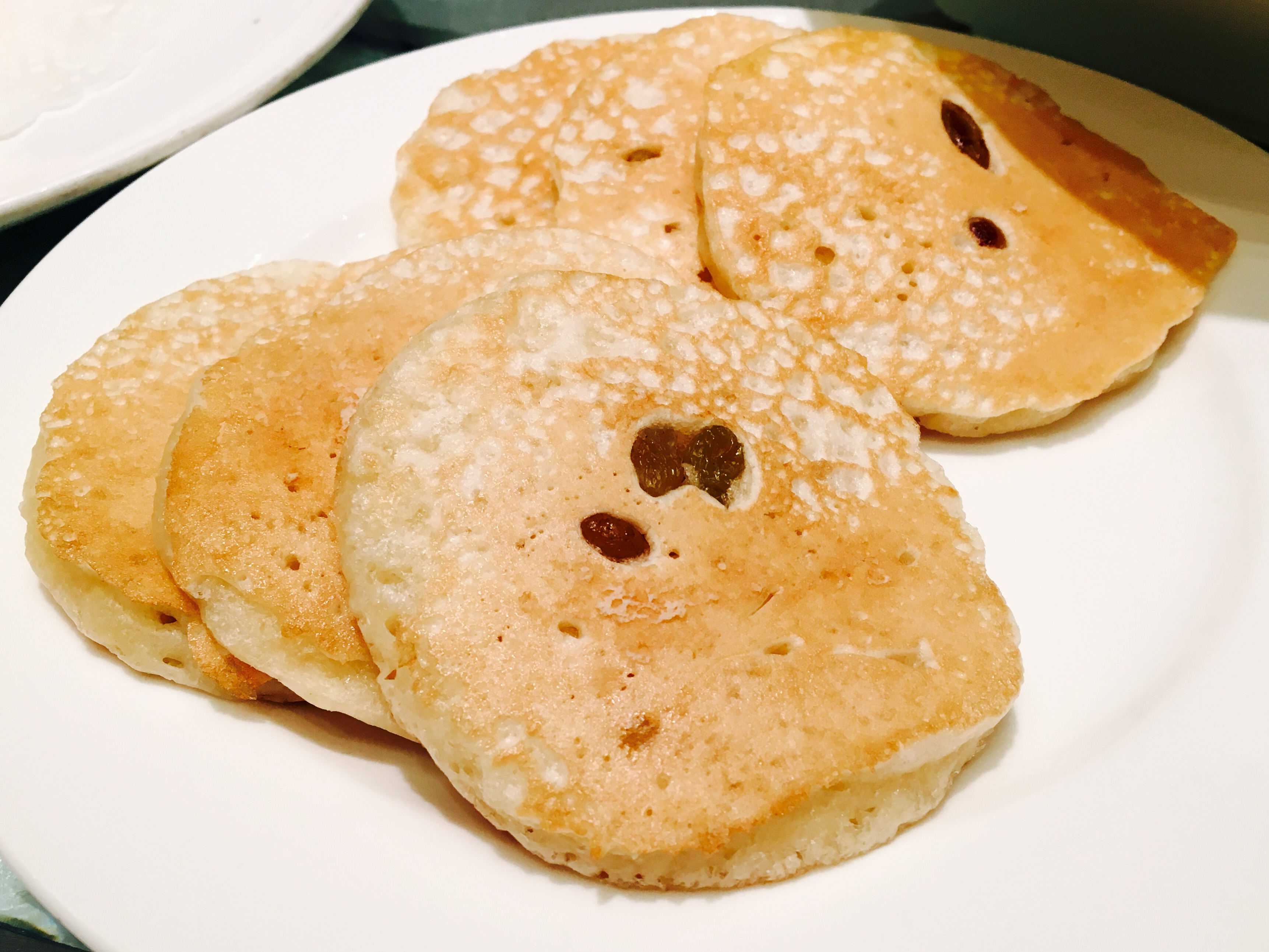
米粑
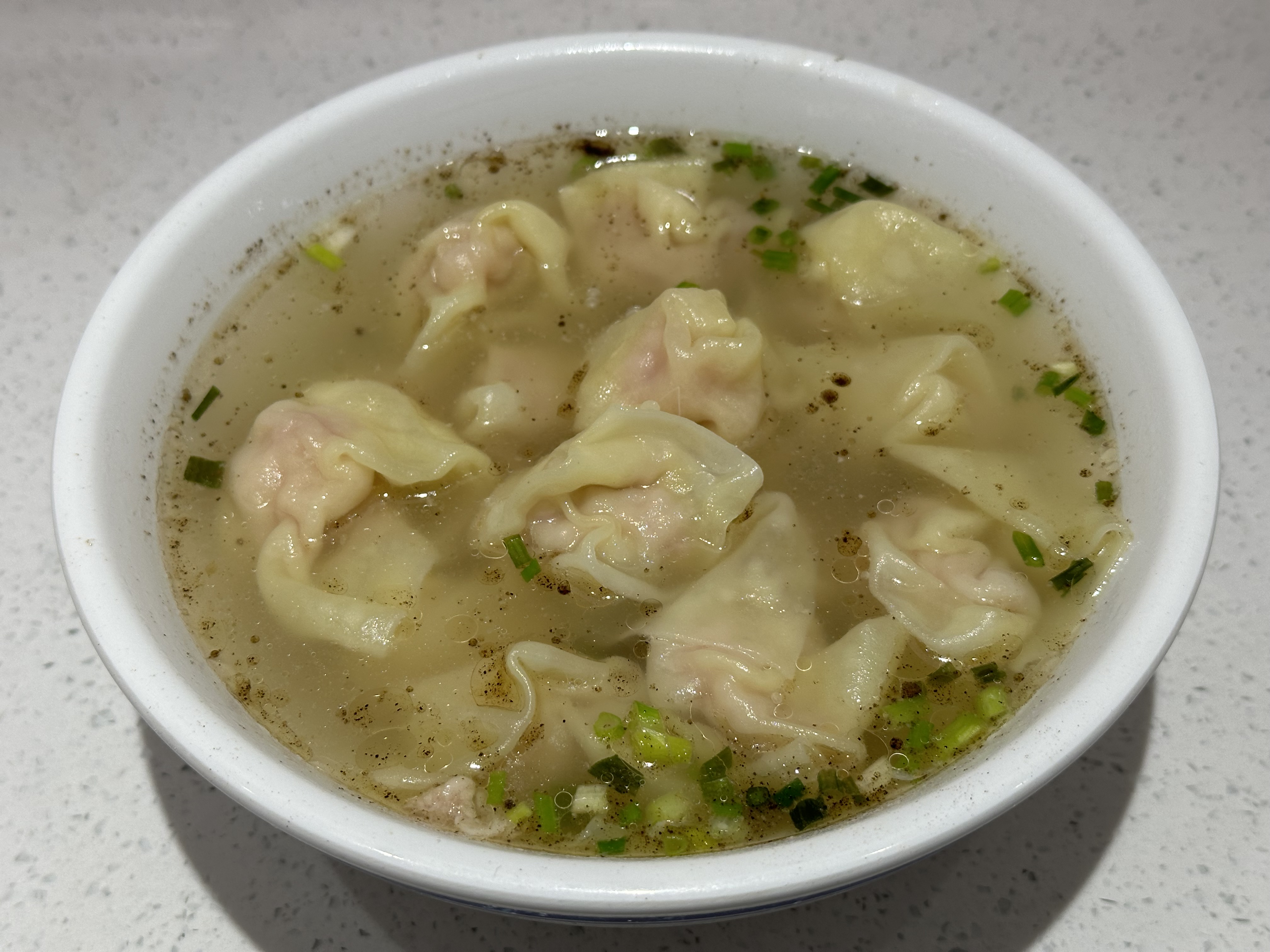
水饺（即馄饨）
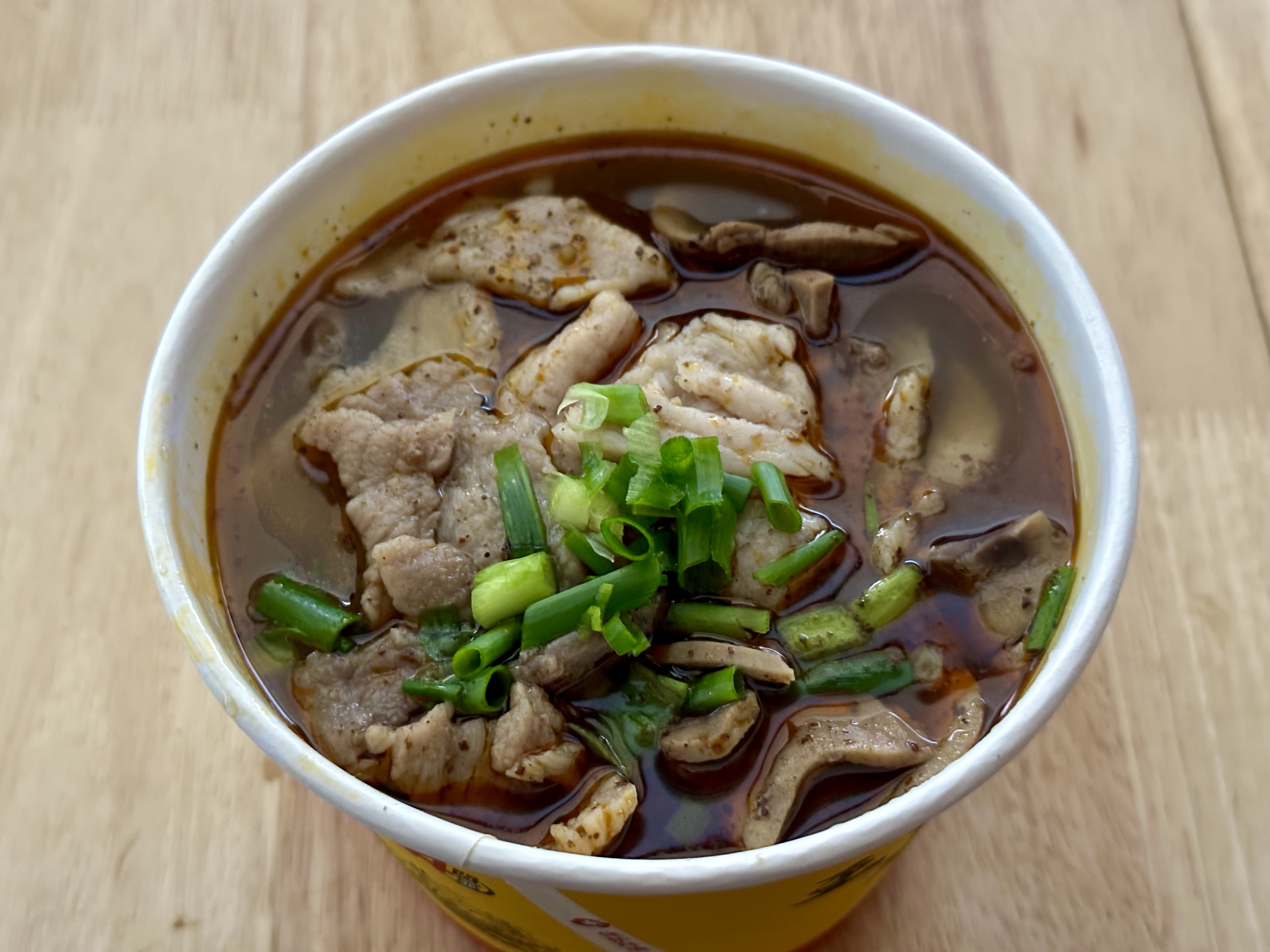
生烫牛肉牛杂粉（牛肉、牛心、牛腰、猪肝）
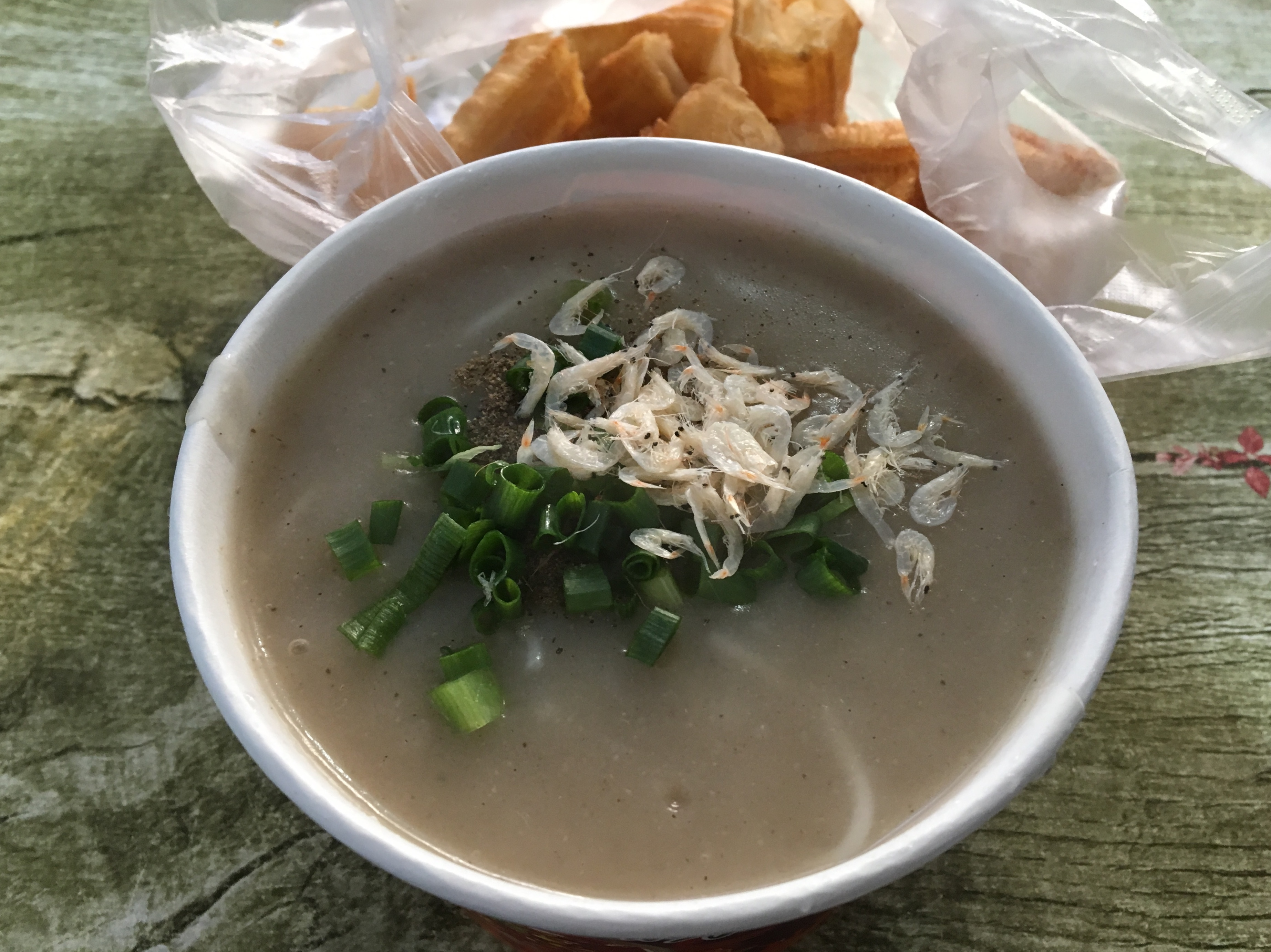
糊汤粉
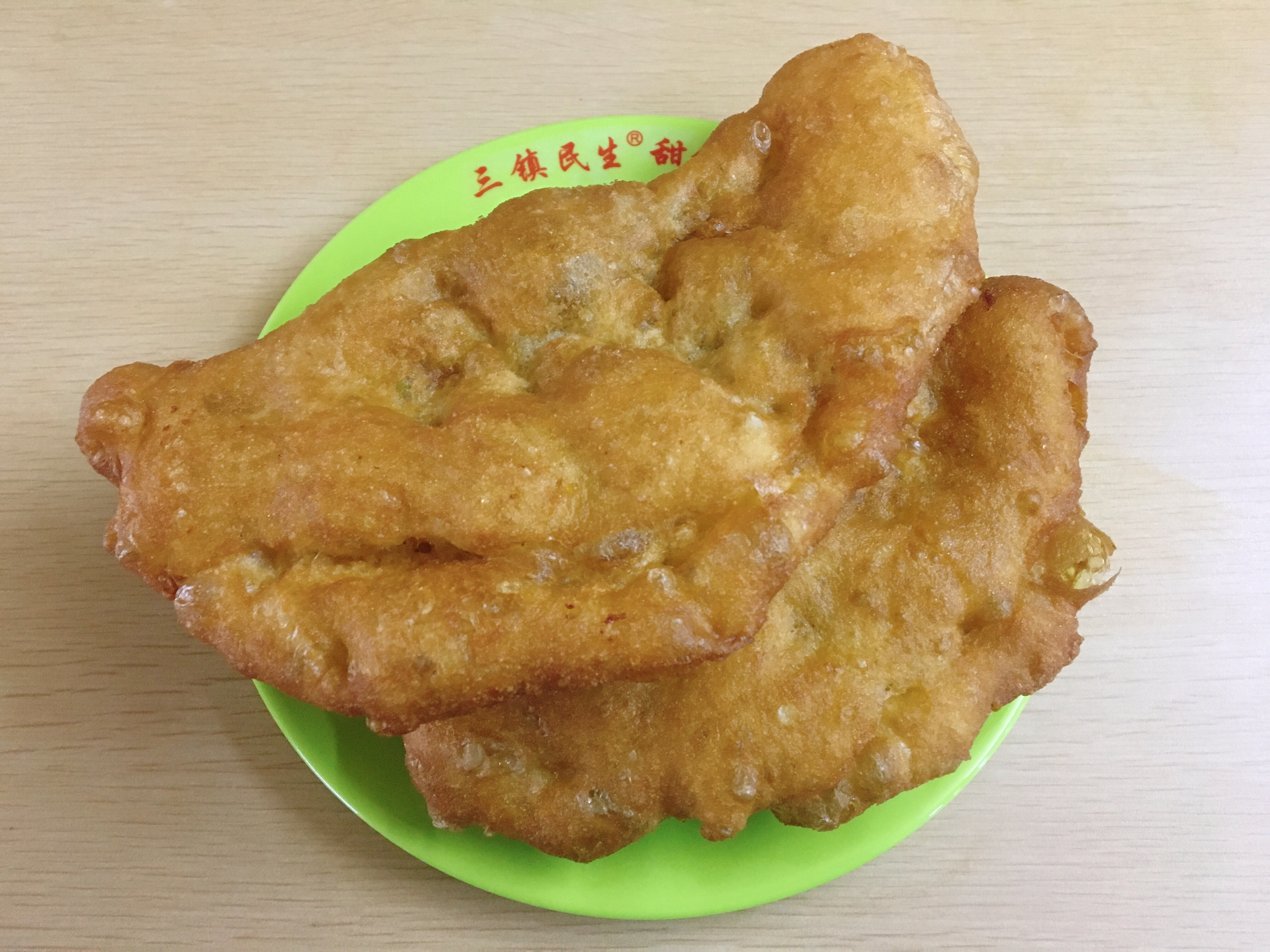
鸡冠饺